# Motala (gemeente)
Motala is een Zweedse gemeente in Östergötland. De gemeente ligt aan het Götakanaal en behoort tot de provincie Östergötlands län. Ze heeft een totale oppervlakte van 1276,3 km² en telde 42.062 inwoners in 2004.

## Plaatsen
| #  | Plaats           | Inwoneraantal |
| -- | ---------------- | ------------- |
| 1  | Motala           | 29798         |
| 2  | Borensberg       | 2712          |
| 3  | Tjällmo          | 578           |
| 4  | Fornåsa          | 454           |
| 5  | Nykyrka          | 419           |
| 6  | Österstad        | 334           |
| 7  | Fågelsta         | 316           |
| 8  | Klockrike        | 281           |
| 9  | Godegård         | 202           |
| 10 | Bona (Motala)    | 93            |
| 11 | Brånshult        | 58            |
| 12 | Degerön (Motala) | 58            |

## Bezienswaardigheden
Naast een twintigtal kerken zijn er een slot, kasteel Charlottenborg, een aantal musea, waaronder een porseleinmuseum, een brandweermuseum, een radiomuseum, een industriemuseum en een motormuseum.
Noordelijk van de plaats ligt het natuurgebied Håleberget. Bij het stadsdeel Ekenäs ligt het natuurreservaat Sjöbo-Knäppan.

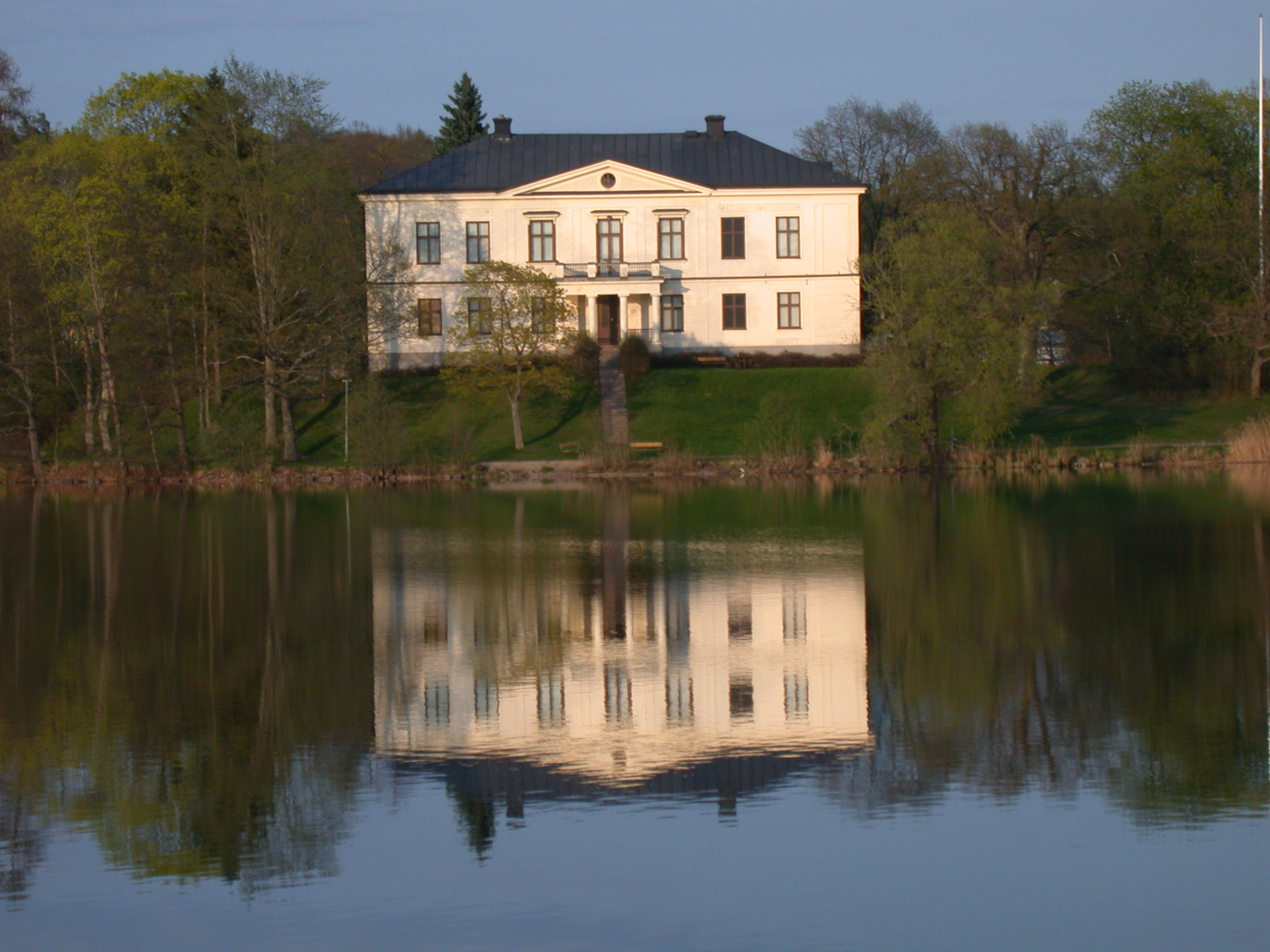
Slot Charlottenborg
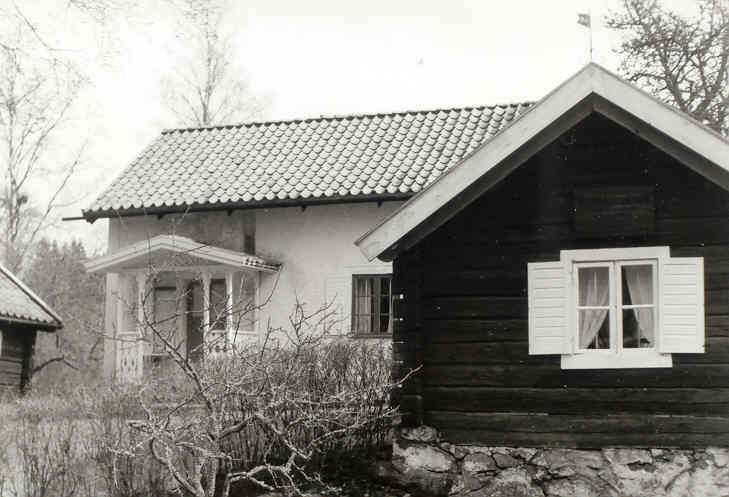
Geboortehuis August Malmström

## Personen
- August Malmström (1829-1901) Zweeds kunstschilder van het symbolisme werd geboren in de nu opgeheven parochie Västra Ny socken ('Nieuwe westelijke parochie'). In zijn geboortehuis Nubbekullen bevindt zich nu een museum.